# Görnitzbach- und Würschnitzbachtal
Görnitzbach- und Würschnitzbachtal este o arie protejată (arie specială de conservare — SAC, sit de importanță comunitară — SCI) din Germania întinsă pe o suprafață de 291 ha, integral pe uscat.

## Localizare
Centrul sitului Görnitzbach- und Würschnitzbachtal este situat la coordonatele 50°22′42″N 12°19′31″E / 50.3783°N 12.3253°E.

## Înființare
Situl Görnitzbach- und Würschnitzbachtal a fost declarat sit de importanță comunitară în iunie 2002 pentru a proteja 2 specii de animale. Situl a fost protejat și ca arie specială de conservare în aprilie 2011.

## Biodiversitate
Situată în ecoregiunea continentală, aria protejată conține 5 habitate naturale: Cursuri de apă de la nivel de câmpie la nivel montan, cu vegetație Ranunculion fluitantis și Callitricho-Batrachion, Liziere de ierburi înalte hidrofile de câmpie și de nivel montan până la alpin, Fânețe de joasă altitudine (Alopecurus pratensis, Sanguisorba officinalis), Fânețe montane, Păduri aluvionare cu Alnus glutinosa și Fraxinus excelsior (Alno-Padion, Alnion incanae, Salicion albae).
La baza desemnării sitului se află mai multe specii protejate de  pești (2): zglăvoacă (Cottus gobio), cicar (Lampetra planeri)